# Niviventer bukit
Niviventer bukit är en däggdjursart som först beskrevs av Bonhote 1903. Den ingår i släktet Niviventer, familjen råttdjur och ordningen gnagare.

## Beskrivning
En mycket liten råtta med en medelvikt på 75 g och en längd från nos till svansrot från 3,5 till 4 cm. Ovansidan är gråbrun med dovt brungula inslag, medan buksidan är krämfärgad till gul. Svansen är ljus- till mellanbrun på ovansidan, blek på undersidan.

## Utbredning
Arten förekommer i nordvästra Indien, södra Thailand, Malaysia (bergskedjan Tenasserim längs Malackahalvön), centrala Laos och södra Vietnam.

## Ekologi
Man har kunnat konstatera att arten, tillsammans med spetsekorrar, i västra Malaysias regnskogar regelbundet förtär jäst, alkoholhaltig nektar från palmen Eugeissona tristis.

## Taxonomi
Taxonets status är omdiskuterad. Niviventer bukit betraktades länge som antingen en äkta art, en synonym till Niviventer fulvescens eller en underart till samma art (kallad Niviventer fulvescens bukit). Konflikten kvarstår till viss del, men 2011 påvisade en rysk forskargrupp att den tidigare kopplingen till N. fulvescens var artificiell och att M. bukit var en äkta art.